# 鈴木セイ
鈴木 セイ（すずき セイ、1912年〈明治45年〉3月30日 - 2013年〈平成25年〉1月23日）は、日本の福祉活動家。群馬県桐生市境野町出身。
結核患者の介護を志し、母が娘の結婚のためにと貯蓄した資金を学費とし、1942年に看護婦免許、1948年に栄養士免許を取得した。1938年（昭和13年）、榛名山の麓に結核保養所の榛名荘（現、榛名荘病院）を開所し、常任理事に就任した。以後、終生にわたってこの榛名荘に第二の故郷として定住した。
重症心身障害児が福祉制度の対象にならず、障害児者関係制度の狭間に置かれていたことを憂慮し、1965年（昭和40年）、群馬県高崎市榛名山町で、群馬初の重症心身障害児施設である「はんなさわらび学園（現、はんな・さわらび療育園）を創設した。1976年（昭和51年）には、それまで40年以上にわたる社会福祉事業への尽力を評価され、吉川英治文化賞を受賞した。
2013年（平成25年）1月23日、満100歳で死去した。